# Guglielmo Stefani
Guglielmo Stefani (Venezia, 5 luglio 1819 – Torino, 11 giugno 1861) è stato un giornalista e scrittore italiano, fondatore nel 1853 della Agenzia Stefani, prima agenzia di stampa in Italia.

## Biografia
Figlio di Domenico Stefani, funzionario della polizia austriaca, e di Teresa Fattori, rimane a Venezia fino ai 17 anni. Dopo gli studi liceali si trasferisce con la famiglia a Padova, dove frequenta l'università, indirizzo politico-legale.
Nel 1839, conclusi i quattro anni di corso, sposa la sedicenne Maria Rosa, bresciana ma di origini padovane, dalla quale avrà quattro figli: Domenico, Teresa, Girolamo e Matilde.
Quattro anni dopo, nel 1843, insieme all'amico Jacopo Crescini fonda il Giornale euganeo di scienze, lettere e varietà, noto più brevemente come l'Euganeo. Dal 4 gennaio 1846 questa rivista sarà affiancata da un altro storico giornale, edito da Crescini e diretto da Stefani: il Caffè Pedrocchi.
Il 10 febbraio 1848 Stefani viene arrestato con l'accusa di aver preso parte agli scontri di Padova tra manifestanti italiani e polizia austriaca. Il 17 marzo viene liberato in seguito all'insurrezione di Vienna e alla caduta del cancelliere Metternich. Partecipa quindi ai combattimenti in difesa della Repubblica di Venezia ma, dopo la vittoria degli austriaci, viene escluso dall'amnistia e mandato in esilio dal feldmaresciallo Radetzky.
Si rifugia a Torino e diventa direttore della «Gazzetta Piemontese», giornale ufficiale del Regno. Il 26 gennaio 1853, con l'appoggio di Camillo Benso, conte di Cavour fonda e dirige l'Agenzia Stefani-Telegrafia privata, prima agenzia di stampa italiana, quinta in Europa (dopo Havas, Wolff, Reuters e KKTK), sesta nel mondo. Tra il 1850 e il 1858 collaborò e curò una grande opera compilativa, il Dizionario corografico-universale dell'Italia, pubblicata in vari volumi.
Nel 1857 lascia la direzione della «Gazzetta Piemontese» per dedicarsi totalmente alla direzione della Stefani, che guiderà fino alla morte, avvenuta l'11 giugno 1861 a soli 41 anni per l'aggravarsi di una malattia infettiva, indicata sul certificato di morte come «febbre articolare con migliaria» (febbre miliare).

## Opere
- Guglielmo Stefani, Superga. Monografia storica illustrata, Cugini Pomba Editori, 1850
- Guglielmo Stefani, Frammenti sul Piemonte, Tip. Ferrero e Franco, 1851
- Guglielmo Stefani, Annuario italiano storico-statistico pel 1852, Tipografia Favale, 1852
- Guglielmo Stefani, Carte segrete ed atti ufficiali della polizia austriaca in Italia dal 4 giugno 1814 al 22 marzo 1848, Tipografia Elvetica, 1852
- Guglielmo Stefani e Domenico Mondo, Torino e i suoi dintorni, Carlo Schiepatti Libraio Editore, 1852
- Guglielmo Stefani, Il Conte Verde (Amedeo VI). Ricordi storici, Tipografia Favale, 1853
- Guglielmo Stefani, Dizionario corografico del Veneto, Civelli, 1854
- Guglielmo Stefani, Dizionario corografico degli Stati Sardi di terraferma, Civelli, 1854
- Guglielmo Stefani, Guida alle acque salutari degli stati sardi, Tip. scolastica di Sebastiano Franco e figli, 1854
- Guglielmo Stefani, Novelle di Cesare Balbo, Le Monnier, 1854
- Guglielmo Stefani, Dizionario corografico della Corsica, Civelli, 1855
- Guglielmo Stefani, Dizionario corografico della Savoja, Civelli, 1855
- Guglielmo Stefani, Dizionario generale geografico-statistico degli Stati sardi, Cugini Pomba Editori, 1855
- Guglielmo Stefani, Dizionario corografico della Svizzera italiana, Civelli, 1856
- Guglielmo Stefani, Dizionario corografico dello Stato Pontificio, Civelli, 1856
- Guglielmo Stefani, Epistolario di Silvio Pellico, 1856, Le Monnier
- Guglielmo Stefani, Dizionario corografico dell'isola di Sardegna, Civelli, 1857